# قاضی‌کندی (هشترود)
قاضی‌کندی یکی از روستاهای استان آذربایجان شرقی است که در دهستان کوهسار بخش مرکزی شهرستان هشترود واقع شده‌است.